# Miro (musicien)
Pour les articles homonymes, voir Miro et Pajic.
Miro, de son vrai nom Miroslav Pajic, né à Francfort-sur-le-Main, est un producteur de techno et techno hardcore allemand. Il est aussi connu sous plusieurs noms de scène tels que Stickhead, Reign, Steve Shit, Jack Lucifer, E-Man, Overlord et Hypnotizer. 
Après s'être fait connaître auprès du label Planet Core Productions de Marc Acardipane en 1993, il va par la suite montrer une grande capacité à créer des mélodies et s'oriente beaucoup vers le doomcore. La dissolution de PCP en 1996 va l'amener à signer chez Things to Come Records et travailler avec Oliver Chesler pour le projet Superpower.

## Biographie
Miro Pajic, qui est né et a grandi à Francfort-sur-le-Main, est le fils d'une mère allemande et d'un père serbe. Pendant son enfance et adolescence, il était particulièrement intéressé par le dessin, la peinture et le graffiti ; la musique était aussi importante pour lui. Comme influence musicale, il cite des groupes issus des années 1960 aux années 1980, de soul, de rock 'n' roll et de pop des années 1980 comme Eddie Grant, Genesis, ZZ Top, Little Richard, les Beatles, Michael Jackson ou encore les « classiques serbes » des années 1970 et 1980. Adolescent, Pajic se consacre au hip-hop, au thrash metal et au death metal.
En 1991, Pajic découvre la techno lors d'une visite au club Omen (de) de Francfort, qui aura un impact décisif sur le reste de sa carrière musicale, une « révélation » explique-t-il. Ici, il rencontre des labels comme Underground Resistance, Plus 8, R&S Records, Planet Core Productions (PCP) et Rising High Records (en). L'un de ses amis lui donne un logiciel de musique assistée par ordinateur pour sa Commodore 64 ; Pajic commence à composer à l'âge de 16 ou 17 ans en 1992 ou 1993. À la fin de l'année 1992, il se fait connaître auprès du label Planet Core Productions (PCP) basé à Francfort-sur-le-Main. L'un des fondateurs du label et producteur local, Marc Acardipane, lui prêtera une boite à rythmes Roland TR-606, et un séquenceur Roland MC-202 pour enregistrer une démo pour son label. Grâce à cela, il remet au label  une cassette sous le pseudonyme Miro, qui sortira à la fin de l'année 1993.
En 1999, Pajic déménage avec Marc Acardipane à Hambourg et publie ensuite plusieurs EP au sein de PCP, et le best-of Hardcore Made In Frankfurt. La même année, il remixe Die Unendlichkeit des Space Frogs (de). En 1999 également, il effectue un mixset aux côtés de Neophyte et The Masochist) pour la compilation Heroes of Hardcore publié au label Arcade. Il collabore de nouveau avec Marc Acardipane et revient à la techno plus classique jusqu'en 2004.
En 2004, Pajic revient à Francfort-sur-le-Main. Deux ans plus tard, il publie l'EP E-Machine, qui mêle techno et techno hardcore, sous le nom de E-Man, au label The Third Movement. À la fin 2006, Pajic déménage à Berlin. Au début de 2006, il fonde le label Lazerslut Recordings spécialisé dans les formats de musique numérique (MP3 et WAV), sur lequel il publie ses morceaux techno et techno minimale (en partie produits en collaboration avec The Horrorist). En mai 2008 sort le double-album Everything Is Nothing, qui comprend des morceaux anciens et nouveaux, sous le nom de Hypnotizer. Pajic sort son album Horror in the Woods sur le label Strike Records en novembre 2009.

## Discographie

### Album studio
- 2010 : Saturn Drama

### Best-of
- 2004 : 1993>1999>>>Selected Highlights and Unknown Worx
- 2012 : Highlights

### Singles et EP
- 2004 : Nightride
- 2005 : Deceptor
- 2005 : Metropolis (EP)
- 2006 : City Jungle
- 2006 : 8E's Make Me Sick
- 2007 : Help! I'm In Berlin (EP)
- 2007 : Wired Worlds
- 2008 : Triple Trouble
- 2008 : In The Blur
- 2009 : The Persian Eye (avec Tim Xavier)
- 2009 : 7 Robots Speak
- 2010 : Do It
- 2010 : Glue
- 2011 : Full of Emptiness
- 2011 : Distance 2
- 2012 : Forever
- 2012 : Zombie Beauty
- 2013 : Club Vampire